# Acridoschema thomensis
Acridoschema thomensis là một loài bọ cánh cứng trong họ Cerambycidae.